# David Williams
David Z. Williams (Newport News - Virgínia, 21 de Novembro de 1950 – Hampton - Virgínia, 06 de Março de 2009) foi um cantor, compositor, músico de sessão e produtor estadunidense. Guitarrista de sessão popular, ele trabalhou em álbuns de estrelas como Pointer Sisters, Peter Allen, Aretha Franklin, Madonna e Michael Jackson. Williams aparece no Guinness Book por estar creditado como guitarrista do maior número de hits que alcançaram a primeira posição em paradas musicais do mundo.
É de sua assinatura o famoso riff da canção Smooth Criminal e o solo minimalista em Billie Jean.
Ele é pai da atriz Davida Williams e da cantora Dana Williams.

## Carreira
Ainda jovem, Williams foi influenciado por artistas de jazz como Kenny Burrell e Wes Montgomery. Mais tarde, ele começou sua carreira musical profissional com o grupo de R&B The Dells. Este caminho de carreira foi interrompido quando ele foi intimado a servir na Guerra do Vietnã. Após seu retorno, em 1972, mudou-se para Los Angeles para se reunir com novamente o The Dells. Nesta mesma época, trabalhou também com o The Temptations. Mais tarde, ele fundaria, juntamente com o baixista James Jamerson Jr., o grupo de R&B Chanson, que tornou-se conhecido com o single "Don't Hold Back", de 1978, que alcançou as posições 21, 11 e 8 nas paradas da Billboard "Hot 100", "Dance Club" e "Hot R&B Songs", respectivamente.
Everett "Blood" Hollins ouviu algumas das canções do Chanson no rádio e ficou impressionado com a guitarra de Williams. Por conta disso, ele foi contratado para tocar no álbum Off the Wall, do Michael Jackson, lançado em 1979.
Foi com esse trabalho que Williams ganhou destaque, tornando-se um guitarrista de sessão popular, gravando para nmes como Aretha Franklin, Madonna, Julio Iglesias, George Benson, The Manhattan Transfer, Michael McDonald, Melissa Manchester, Stevie Nicks, Rod Stewart, Dionne Warwick, Shalamar, Go West, ABC, Boz Scaggs, Karen Carpenter, Mariah Carey, Julian Lennon, Bryan Ferry, Paul McCartney, Johnny Mathis, Del Shannon, Chaka Khan, Paul Hardcastle, Kenny Loggins, Steve Perry, Lionel Richie, Jessica Simpson, Diana Ross, the Crusaders, Andraé Crouch, Eddie Murphy, Herbie Hancock, Peter Cetera, Whitney Houston, Monkey Business e muitos outros.

## Morte
Williams veio a falecer de parada cardíaca em 6 de março de 2009, em Hampton, Virginia, aos 58 anos, três meses antes da morte de Michael Jackson, também de parada cardíaca.

## Discografia
Álbuns Solo
- Take the Ball and Run (1983)
- Somethin' Special (1991)